# Prospero Fontana

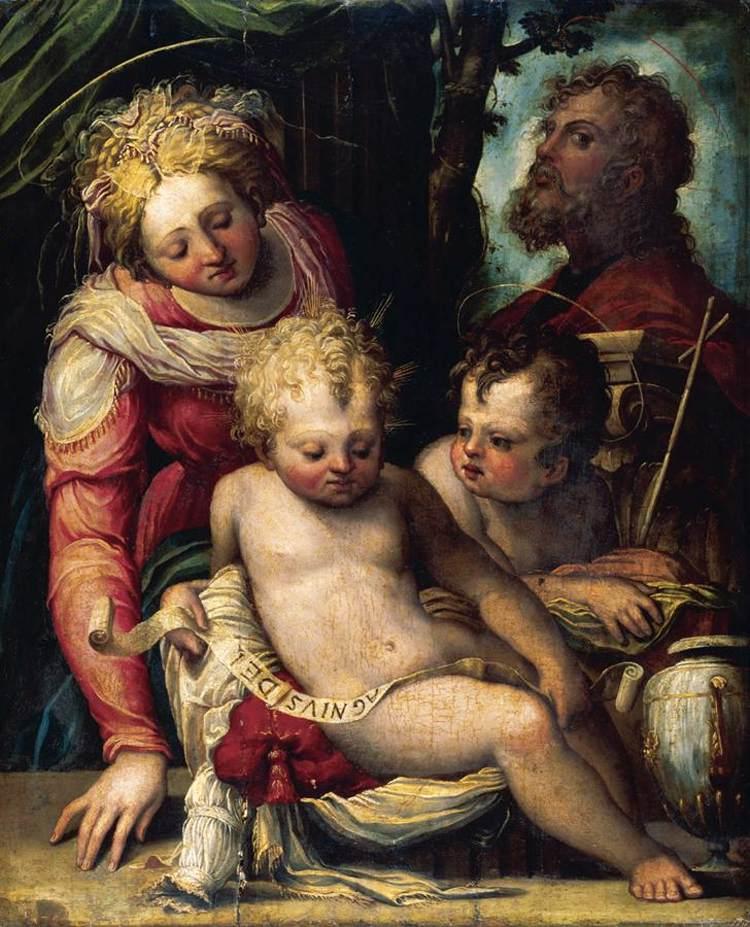
Sagrada Família amb sant Joan petit

Prospero Fontana (Bolonya, 1512 - 1597) va ser un pintor italià, enquadrat en l'últim Renaixement i en l'escola Bolonyesa. Va ser un excel·lent retratista, i com a tal va ser presentat per Michelangelo Buonarroti al papa Juli III, i esdevingué un dels pintors preferits del pontífex. La seva filla, Lavinia Fontana, també fou pintora.

## Biografia
Va començar com a deixeble d'Innocenci da Imola. Un dels seus primers treballs va ser com a ajudant de Perin del Vaga al palau Doria de Gènova. A partir de 1548 va treballar entre Roma i Bolonya. El 1553 va col·laborar amb Taddeo Zuccari en la decoració de la Vila Giulia de Roma. El 1560 va fer una breu estada a Fontainebleau, on va treballar amb Francesco Primaticcio. Entre 1563 i 1565, va ser un dels col·laboradors de Giorgio Vasari en les decoracions del Palazzo Vecchio de Florència. En aquesta última data, va ser admès a l'Accademia del Disegno florentina. A partir de 1570, es va establir definitivament a la seva ciutat natal, on les seves últimes obres es van veure influïdes pel corrent contramanierista. Per aquest motiu, es va veure desplaçat del centre de l'escenari artístic bolonyès, que estava dominat per Annibale Carracci i la seva Accademia degli Incamminati.

## Obres destacades
- Transfiguració amb sants (1545, San Domenico, Bolonya)
- Sagrada Família amb sant Joan petit (1548-1551, col·lecció particular)
- Frescos de la Palazzina della Viola (1550, Bolonya)
- Frescos del Palazzo Bocchia (1551, Bolonya)
- Disputa de santa Caterina (1560, Santa Maria del Baccarano, Bolonya)
- Sant Alesio repartint almoina (1576, San Giacomo Maggiore, Bolonya)